# Oak Island (Carolina del Nord)
Oak Island és una població dels Estats Units a l'estat de Carolina del Nord. Segons el cens del 2008 tenia 8.180 habitants.

## Demografia
Segons el cens del 2000, Oak Island tenia 6.571 habitants, 3.076 habitatges i 2.100 famílies. La densitat de població era de 318,3 habitants per km².
Dels 3.076 habitatges en un 18,3% hi vivien nens de menys de 18 anys, en un 59,4% hi vivien parelles casades, en un 6,4% dones solteres, i en un 31,7% no eren unitats familiars. En el 25,3% dels habitatges hi vivien persones soles el 9,9% de les quals corresponia a persones de 65 anys o més que vivien soles. El nombre mitjà de persones vivint en cada habitatge era de 2,14 i el nombre mitjà de persones que vivien en cada família era de 2,51.
Per edats la població es repartia de la següent manera: un 15% tenia menys de 18 anys, un 5,3% entre 18 i 24, un 22,3% entre 25 i 44, un 36,4% de 45 a 60 i un 21% 65 anys o més.
L'edat mediana era de 49 anys. Per cada 100 dones de 18 o més anys hi havia 93,5 homes.
La renda mediana per habitatge era de 40.496 $ i la renda mediana per família de 48.775 $. Els homes tenien una renda mediana de 30.656 $ mentre que les dones 24.759 $. La renda per capita de la població era de 23.964 $. Entorn del 4,8% de les famílies i el 8% de la població estaven per davall del llindar de pobresa.

## Poblacions més properes
El següent diagrama mostra les poblacions més properes.